# Sewaberd
Sewaberd – wieś w Armenii, w prowincji Kotajk. W 2011 roku liczyła 211 mieszkańców.